# ادیل (روم)
ادیل (به لاتین: Aedile) یکی از مناصب کلانتری در جمهوری روم بود که در روم فعالیت داشت. وظیفه ادیل‌ها نگه‌داری و حفاظت از ساختمان‌های عمومی (به لاتین: aedes) و برگزاری فستیوال (جشن)ها بود. آنان همچنین قدرت اعمال نظم و وظایف عامه را هم داشتند تا اطمینان یابند که شهر روم به خوبی تدارک شده و ساختار مدنی‌اش محفوظ است، کارکردی که مشابه دولت محلی امروزین است.
دو نوع ادیل وجود داشت: یکی «ادیل پلبی‌ها» یا «ادیل عوام» که تسلط بر این منصب محدود به پلبی‌ها بود، و دیگری «ادیل کورولی» که هم به روی پلبی‌ها و هم به روی پاتریسی‌ها باز بود.
منصب ادیلی عموماً توسط مردان جوان با هدف پیمودن ترتیبی درجات سلسله مناصب تا رسیدن به مناصب ارشد سیاسی اشغال می‌شد؛ این منصب به لحاظ سنتی پس از کوایستور و پیش از پرایتور قرار می‌گرفت. این منصب بخش اجباریی از سلسله مناصب مزبور نبود و از این رو یک کواستور سابق می‌توانست مستقیماً و بدون تصدی منصب ادیلی به پرایتوری انتخاب شود. با این‌حال، تصدی این منصب از این جهت سودمند بود که یک سیاستمدار جاه‌طلب می‌توانست با برگزاری بازی‌ها و جشن‌ها محبوبیت و شهرت خود را افزایش دهد؛ چنان‌که ژولیوس سزار در ۶۵ پیش از میلاد و پیش از آنکه به منصب والای کنسولی برگزیده شود، بدان انتخاب شد.

## پانوشت‌ها
1. ↑  به لاتین aediles plebis
2. ↑  به لاتین aediles curules؛ به ادیلی می‌گفتند که اجازه‌ی نشستن بر کرسی کورولی را داشت.